# Кривченська степова ділянка
Кри́вченська степова́ діля́нка — ботанічна пам'ятка природи місцевого значення в Україні.

## Розташування
Розташована на південній околиці села Кривче Чортківського району Тернопільської області, на лівому схилі долини річки Циганка.

## Пам'ятка
Оголошена об'єктом природно-заповідного фонду рішенням виконкому Тернопільської обласної ради від 17 листопада 1969 № 747 зі змінами, затвердженими рішенням Тернопільської обласної ради від 27 квітня 2001 № 238. Перебуває у віданні Борщівської міської громади.

## Характеристика
Площа — 8,6 га.
Під охороною — багате лучно-степове різнотрав'я. Місце оселення корисної ентомофауни.